# Joe Camp
Pour les articles homonymes, voir Camp.
Joe Camp, né le 20 avril 1939 à Saint-Louis (Missouri) et mort le 15 mars 2024 à Bell Buckle (Tennessee), est un réalisateur et scénariste américain.

## Biographie
Joe Camp étudie la publicité et le marketing à l'Université du Mississippi de 1957 à 1961.
Joe Camp est connu pour son travail avec les chevaux. Il possédait et entraînait cinq chevaux à son domicile, un ranch situé à Valley Center, en Californie.
Au cours de sa vie, il publie plusieurs livres : deux livres sur ses expériences avec les chevaux (The Soul of a Horse: Life Lessons from the Herd et Born Wild: The Journey Continues), trois romans, un livre sur le dressage de chiens, God Only Knows et plusieurs livres pour enfants.
Une autobiographie est publiée en 1993 (Underdog: How One Man Turned Hollywood Rejection into the Worldwide Phenomenon of Benji) puis republiée sous le titre Benji and Me en 2000, bien plus que son expérience dans la réalisation de films « Dog »[pas clair].
Avant d'entrer dans le monde du cinéma, Camp travaille comme magicien amateur, comme membre de l'équipe de publicité sur le terrain pour Procter & Gamble et comme assistant publicitaire pour MGM.
Joe Camp possédait une société de production, Mulberry Square Productions, et détenait une participation minoritaire dans le studio de cinéma Filmdallas Pictures.
Joe Camp vivait à Bell Buckle au Tennessee, avec sa femme Kathleen.

### Vie privée
Il rencontre sa première femme Carolyn Hopkins à l'Université du Mississippi. Il l'épouse en 1960, et vit avec elle jusqu'à sa mort d'une maladie cardiaque en 1997.
En 2001, il épouse Kathleen Camp. Ils vivaient ensemble à Bell Buckle, au Tennessee. Ils meurent tous les deux en 2024.

## Filmographie
- 1974 : Benji
- 1977 : Pour l'amour de Benji
- 1987 : Benji la malice